# Bundesregierung Schuschnigg III
Die österreichische Bundesregierung Schuschnigg III war ab dem 4. November 1936 im Amt. Regierungschef war Kurt Schuschnigg (siehe Ständestaat (Österreich)).
Als unmittelbare Folge des Berchtesgadener Abkommens mit dem Deutschen Reich kam es in den Abendstunden des 15. Februars 1938 zu einer Kabinettsumbildung, die allerdings nur vom 16. Februar bis zum Rücktritt Schuschniggs am 11. März 1938 und nur für zwei Ministerratssitzungen halten sollte.
| Amt                                                                                   | Amtsinhaber                                                                     | Partei                |
| ------------------------------------------------------------------------------------- | ------------------------------------------------------------------------------- | --------------------- |
| Bundeskanzler                                                                         | Kurt Schuschnigg                                                                | VF                    |
| Vizekanzler                                                                           | Ludwig Hülgerth                                                                 | VF                    |
| Bundeskanzleramt                                                                      | Staatssekretär: Guido Zernatto Staatssekretär: Michael Skubl (ab 20. März 1937) | VF parteilos          |
| Bundesminister für die auswärtigen Angelegenheiten                                    | Kurt Schuschnigg Staatssekretär: Guido Schmidt                                  | VF                    |
| Bundesminister für Inneres                                                            | Edmund Glaise-Horstenau                                                         | VF (eigentlich NSDAP) |
| Bundesminister für Sicherheitswesen und Vorbereitung der berufsständischen Neuordnung | Odo Neustädter-Stürmer (bis 20. März 1937) Kurt Schuschnigg (ab 20. März 1937)  | VF VF                 |
| Bundesminister für Justiz                                                             | Adolf Pilz                                                                      | VF                    |
| Bundesminister für Unterricht                                                         | Hans Pernter                                                                    | VF                    |
| Bundesminister für soziale Verwaltung                                                 | Josef Resch Staatssekretär: Hans Rott                                           | parteilos VF          |
| Bundesminister für Finanzen                                                           | Rudolf Neumayer                                                                 | VF                    |
| Bundesminister für Land- und Forstwirtschaft                                          | Peter Mandorfer                                                                 | VF                    |
| Bundesminister für Handel und Verkehr                                                 | Wilhelm Taucher                                                                 | VF                    |
| Bundesminister für Landesverteidigung                                                 | Kurt Schuschnigg Staatssekretär: Wilhelm Zehner                                 | VF VF                 |
| Bundeskommissär zur Überwachung der Preise                                            | Felix Feest (ab 17. April 1937)                                                 | VF                    |